# Delta (Misuri)
Delta es una ciudad ubicada en el condado de Cape Girardeau en el estado estadounidense de Misuri. En el Censo de 2010 tenía una población de 438 habitantes y una densidad poblacional de 429,22 personas por km².

## Geografía
Delta se encuentra ubicada en las coordenadas 37°11′51″N 89°44′21″O / 37.19750, -89.73917. Según la Oficina del Censo de los Estados Unidos, Delta tiene una superficie total de 1.02 km², de la cual 1.02 km² corresponden a tierra firme y (0%) 0 km² es agua.

## Demografía
Según el censo de 2010, había 438 personas residiendo en Delta. La densidad de población era de 429,22 hab./km². De los 438 habitantes, Delta estaba compuesto por el 96.12% blancos, el 0% eran afroamericanos, el 0% eran amerindios, el 0% eran asiáticos, el 0% eran isleños del Pacífico, el 0% eran de otras razas y el 3.88% pertenecían a dos o más razas. Del total de la población el 0.46% eran hispanos o latinos de cualquier raza.